# داستان خانواده
داستان خانواده (ایتالیایی: Romanzo famigliare) یک مجموعه تلویزیونی کمدی-درام ایتالیایی است که در سال ۲۰۱۸ میلادی منتشر شد. این مجموعه با نام «خانوادهٔ لیاژی» به فارسی دوبله شده‌است.

## داستان
«میکول» دختری ۱۶ ساله و نوازنده کلارینت است که از معلمش فدریکو باردار می‌شود. این داستان با داستان مادر میکول که او هم در ۱۶ سالگی میکول را باردار بوده‌است، همراه می‌شود.

## بازیگران
- ویتوریا پوچینی
- گوئیدو کاپرینو
- جانکارلو جانینی
- مارکو مسری
- آنیتا کراووس
- آندرئا بوسکا
- پاملا ویلورسی
- آنا گالینا
- مارینا روکو